# 腕の喜三郎
腕の喜三郎（うでのきさぶろう、生没年不詳）は、江戸時代の侠客。
寛文（1661年 - 1673年）のころ、「野出の喜三郎」と称する五人力の侠客が、2尺5〜6寸（約95センチメートル～約98.8センチメートル）の長脇差で町内を横行していた。あるとき、けんかで喜三郎は相手をさんざんにいためたが、自分も片腕を落とさんばかりに斬られたのに自若として帰宅し、片腕が見苦しいからとして子分にのこぎりで切り落とさせたという。
世間はその放胆に舌を巻き、「腕の喜三郎」と名を改め、その侠勇は四方にとどろいた。のちに出家して「片板」と号した。
墓は、小塚原回向院（東京都荒川区）にある。こぶしを握った腕の形をしており、片岡直次郎・鼠小僧次郎吉・高橋お伝の墓に隣接している。  
講談や歌舞伎に脚色された。